# Автошлях E20
Європейський маршрут E20 прокладено приблизно у напрямку захід-схід через Ірландію, Велику Британію, Данію, Швецію, Естонію та Росію та є частиною мережі європейських автошляхів
Його довжина — 1880 км, але це не суцільно; у трьох пунктах потрібен морський перехід. 
Ролкер-пороми курсують з Дубліна до Ліверпуля і з Стокгольма до Таллінна. 
Станом на 2019 рік немає рейсів поромів через Північне море з Кінгстон-апон-Галл до Есб'єрга, є лише рейси з Іммінггема до Есб'єрга.

## Маршрут

### Ірландія
Початкова дистанція E20 має початок від аеропорту Шеннон і прямує до Дубліна через Лімерик і має приблизно 228 км довжини. 
Дистанція від аеропорту Шеннона на схід від Лімерика в основному є дорогою з розділеним напрямком руху, з коротким відрізком автомагістралі як частини Південної кільцевої дороги Лімерика. 
Лімерикський тунель, відкритий 16 липня 2010 року, завершує об'їзд Лімерика. 
Дистанція від Лімерика до Нейса є автострадою (M7), а остання дистанція від Нейсу до Дубліна є дорогою з розділеним напрямком руху (N7). 
З Дубліна до Ліверпуля курсує поромом.

### Велика Британія
E20 прокладено автошляхом A5080 від Ліверпуля до Гайтона, M62 і М 60 від Гайтона до Саут-Кейв та A63 від Саут-Кейва до Кінгстон-апон-Галла. 
Довжина маршруту через Велику Британію становить 205 км.
Поромів між Кінгстон-апон-Галлом та Есб'єргом немає. 
Колись альтернативні пороми курсували з Іммінгема, розташованого за 48 км від Кінгстона-на-Галлі або Гаріджа — 350 км від Кінгстона-на-Галлі.
На початок 2020-х немає пасажирських маршрутів, що курсують між Великою Британією та Скандинавією.
Найближча альтернатива — трансфер до Євротунелю з Черитона до Кале або пором із Гаріджа до Гук-ван-Голланд. 
Обидва ці маршрути потребуватимуть об'їзду близько 900 миль (940 миль до Есб'єрга, оскільки цей маршрут вимагатиме проїзду вздовж E20, щоб дістатися до Есб'єрга).

### Данія
У Данії E20 — це автострада від Есб'єрга до Ересуннського мосту. Довжина данської частини становить 315 км.
Спочатку вона прокладена уздовж Ютландії від Есб'єрга до Коллінга, потім перетинає міст Малий Бельт на Фюн. 
E20 перетинає весь Фюн, та приблизно за 2 км від Оденсе. 
Потім, у Нюборзі, E20 перетинає міст Великого Бельту на Зеландію. 
E20 прокладено західним шосе до Кеге, де повертає на північ до Копенгагену. 
У Копенгагені E20 прокладено на південь від міста, перетинаючи Каструп, поруч з аеропортом Копенгагена. Ересуннський міст починається як тунель на Каструпі.
Між Кеге та Копенгагеном дорога має номери Е-дороги: (E47 та E55).
Проїзд через міст Великого Бельту та Ересуннський міст платні, плата становить понад 30 євро за кожну автівку. Дорога перетинає кордон між Данією та Швецією Ересуннським мостом.

### Швеція
У Швеції дистанція автомагістралі E20,  довжиною 330 км, прокладена від Ересуннського мосту в Мальме до міста Алінгсос за 48 км на північний схід від Гетеборга. 
Шведська частина E20 — 770 км завдовжки. Його траса спільна з E6 — 280 км, з E18 — 50 км та з E04  — 35 км.
Дистанція через Стокгольм має дуже щільний трафік, варто відзначити найзавантаженішу дорогу в Скандинавії, Ессінгеледен (160000 транспортних засобів/день). 
На цій дистанції часто виникають затори. 
Новий тунель для маршруту E20, «Норра-ленкен», був побудований на північ від центру міста і відкритий 30 листопада 2014 р. Запланований об'їзд Стокгольма Förbifart Stockholm розвантажить рух на дистанції Ессінгеледен.
Між Стокгольмом і Таллінном автомобільний пором курсує щодня, час в дорозі 15 годин. 
Порт у Стокгольмі розташований на березі протоки Лілла-Вертан, приблизно за 4 км на північний схід від центру міста.

### Естонія
В Естонії E20 збігається з національною дорогою № 1 (Таллінн — Нарва). У Таллінні для полегшення дорожнього руху на перехресті E263 та E20 побудований міст. E20 через Естонію є частково непідписаною швидкісною дорогою (обмеження швидкості 110 км/год влітку), за 80,7 км на схід від Таллінна до Ааспере разом із дистанцією поблизу Хальяла (км 87 — 90,5) і дистанція між Кохтла-Ярве та Йихві (км 155.9-163.2). Решта — одинарна проїзна частина. Відстань від Таллінна до російського кордону на річці Нарва становить 218 км.

### Росія
У Росії маршрут проходить Нарвським шосе (також зазначеному в російській системі нумерації доріг як автомагістраль A180, раніше відома як маршрут М11), що проходить від Івангорода до Санкт-Петербурга як двосмугова магістраль. Відстань від Івангорода до Санкт-Петербурга — 142 км.
Засоби прикордонного контролю на перетині Естонія — Росія обладнані та експлуатуються для обмеженого обсягу руху по обидва боки кордону. Перетин кордону вимагає бронювання — попри це, черги все ще можуть продовжуватися на багато годин і навіть днів.
|                                                          |
| M62 перетинає водосховище Скемонден у Західному Йоркширі |

|                         |
| E 20 біля Оденсе, Данія |

|                                     |
| E20 поруч із аеропортом Копенгагена |

|                                         |
| Ересуннський міст між Данією та Швецією |

|                        |
| На Ересуннському мосту |

|                                                                                 |
| Східний берег Ерессуну між Мальме та Гельсінборгом, показуючи місто Ландскруна. |

|                    |
| Біля Яґала Естонія |

|                                                           |
| Кордон між Нарва (Естонія) (ліворуч) та Івангород (Росія) |

## Маршрут
- - N18: Шаннон — Лімерик
  - M7: Лімерик — Борріс-ін-Оссорі (E201) — Порт-Ліїше — Нейс
  - N7: Нейс — Дублін
  - M50: Дублін
- Переправа (Ірландське море)
  - :  Дублін —  Ліверпуль
- - A5036: Бутл
  -  M57: Ліверпуль об'їзна кільцева дорога (повна довжина)
  -  M62: Гайтон — Манчестер (перетин із E5 початок складного з E22 у  Воррінгтон)
  -  M60: Манчестер об'їзна кільцева дорога (за годинниковою стрілкою)
  -  M62: Манчестер — A63 (перетин із E15 at  Понтефракт кінець складного з E22 at  Гул)
  - A63:  — Кінгстон-апон-Галл
  - A1033: Кінгстон-апон-Галл
- Переправа (Північне море)
  -  Кінгстон-апон-Галл —  Есб'єрг
- - E20: Есб'єрг — Коллінг (E45) — Кьоге (початок паралельно з E47 E55) — Копенгаген (кінець паралельно з E47 E55)
- - E20: Мальме (E5/Автошлях E, початок паралельно з E6) — Гельсінгборг (E4) — Гетеборг (E45, кінець паралельно з E6) — Еребру (початок паралельно з E18) — Арбуга (кінець паралельно з E18) — Ескільстуна — Седертельє (початок паралельно з E4) — Стокгольм (кінець паралельно з E4, Towards E18)
- Переправа (Балтійське море)
  - :  Стокгольм —  Таллінн
- - Йое, Нарвське шосе, Тартуське шосе: Таллінн (E67)
  - 1: Таллінн (E67 E263 E265) — Йихві (E264) — Нарва
- - А180: Івангород — Санкт-Петербург (з'єднання з E18 E95 E105)